# Caress of Steel
Caress of Steel je třetí studiové album kanadské rockové skupiny Rush, vydané v roce 1975. Na tomto albu je zřejmý příklon skupiny k progresivnímu hard rocku jako protikladu k bluesově laděnému heavy metalovému a hard rockovému stylu prvních dvou alb skupiny.

## Seznam stop
Všechny skladby napsali Alex Lifeson, Geddy Lee a Neil Peart, pokud není uvedeno jinak.
1. "Bastille Day" – 4:37
2. "I Think I'm Going Bald" – 3:37
3. "Lakeside Park" – 4:08
4. "The Necromancer" – 12:30
  - "I. Into the Darkness" – 4:12
  - "II. Under the Shadow" – 4:25
  - "III. Return of the Prince" – 3:52
5. "The Fountain of Lamneth" – 19:58
  - "I. In the Valley" – 4:18
  - "II. Didacts and Narpets" – 1:00
  - "III. No One at the Bridge" – 4:19
  - "IV. Panacea" (music: Lee) – 3:14
  - "V. Bacchus Plateau" (music: Lee) – 3:16
  - "VI. The Fountain" – 3:49

## Credits
- Geddy Lee - baskytara a zpěv
- Alex Lifeson - kytary
- Neil Peart - bicí nástroje, perkusy, voiceover na "The Necromancer"